# Catharina van Randerode
Catharina van Randerode  († 1415 of later), Duits: Katharina von Randerath, was een Duitse adellijke vrouw uit het geslacht van de heren van Randerode (Randerath) en door huwelijk gravin van Nassau-Beilstein.

## Biografie
Catharina was de dochter van heer Arnold II van Randerode en Erprath en Maria van Sayn. Ze was de erfdochter van Linnich. Ze huwde vóór 5 juni 1383 met graaf Hendrik II van Nassau-Beilstein († kort na 12 oktober 1412). Hendrik was sinds 1374 mederegent van zijn vader. Na het overlijden van zijn vader nam Hendrik samen met zijn broer Reinhard de regering over. Hendrik resideerde op de Burcht Beilstein en naam de titel ‘heer van Beilstein’ aan. Het graafschap bleef echter ongedeeld; beide broers regeerden gezamenlijk.
In tegenstelling tot zijn kwistige vader voerde Hendrik een strikt financieel beleid, was spaarzaam, loste de verpande landgoederen in, verwierf nieuwe door aankoop en wist altijd over rijke fondsen te beschikken, waarbij de bruidsschat van Catharina hem waarschijnlijk zeer goed van pas kwam. Het lukte hem eveneens de hoogheidsrechten op de heerlijkheid Westerwald te verdedigen tegen de heren van Westerburg en de heren van Runkel.
Hendrik overleed vermoedelijk kort na 12 oktober 1412. Hij werd begraven in de Dom van Mainz en werd opgevolgd door zijn zoon Johan I. Catharina overleed in 1415 of later. Ook zij werd begraven in de Dom van Mainz.

## Kinderen
Uit het huwelijk van Catharina en Hendrik werden de volgende kinderen geboren:
1. Catharina († 6 september 1459), huwde op 19 januari 1407 met graaf Reinhard II van Hanau-Münzenberg († 26 juni 1451).
2. Johan I († juli 1473), volgde zijn vader op.
3. Willem († 18 april 1430; begraven in de Dom van Mainz), was Oberamtmann van het Eichsfeld 1425, kanunnik van de Dom van Mainz, provoost 1419–1430, kanunnik van de Dom van Keulen 1430 en kanunnik van de Dom van Speyer 1430.
4. Hendrik III († 12 september 1477), was sinds 1425 mederegent van zijn broer Johan.
5. Dochter († vóór 1430; begraven in de Dom van Mainz).